# Raspored užasa
Raspored užasa debitantski je studijski album hrvatskog black metal-sastava Pogavranjen. Sastav je samostalno objavio album 27. svibnja 2013. godine.

## Popis pjesama
Tekstovi: Nerast, glazba: Lümfa.
| 1.    | »Stvor«          | 4:23  |
| 2.    | »Kostrijet«      | 6:10  |
| 3.    | »Od ruku britve« | 6:35  |
| 4.    | »Odron«          | 4:55  |
| 5.    | »Pulsiranje 39«  | 14:28 |
| 36:31 |                  |       |

## Zasluge
Pogavranjen
- Nerast – vokali
- Glaatz – bubnjevi
- Stid – gitara
- Kabur – gitara
- Lümfa – bas-gitara

Dodatni glazbenici
- Niko Potočnjak – dodatna gitara (na pjesmi 5)
- Dražen Dukat – dodatni vokali (na pjesmama 2 i 5)
- Trut – klavijature, sintesajzer

Ostalo osoblje
- Vedran Brlečić-Brle – snimanje, miksanje, mastering, produkcija